# Georg Egger
Georg Egger, né le 22 mars 1995, est un coureur cycliste allemand spécialiste de VTT cross-country.

## Palmarès en VTT cross-country

### Championnats du monde
- Pietermaritzburg 2013
  -  Médaillé de bronze du relais mixte
- Nové Město 2016
  - 4e du cross-country espoirs

### Coupe du monde
- Coupe du monde de VTT cross-country moins de 23 ans
  - 2017 : 4e du classement général
- Coupe du monde de cross-country
  - 2018 : 51e du classement général
  - 2021 : 49e du classement général

### Championnats d'Europe
- Huskvarna 2016 
  -  Médaillé de bronze du relais mixte
- Darfo Boario Terme 2017 
  - 4e du relais mixte
- Glasgow 2018 
  - 9e du cross-country
- Brno 2019 
  - 9e du cross-country

### Championnats d'Allemagne
- 2017
  - 3e du cross-country
- 2018
  - 2e du cross-country
- 2021
  - 3e du cross-country